# Wedelsandstein-Formation
- Humph.-Fm. = Humphriesioolith-Formation
- L.Bk-Fm = Liegende Bankkalk-Formation
- H.Bk-Fm = Hangende Bankkalk-Formation
- Zm-Fm = Zementmergel-Formation
- S.-Fm = Solnhofen-Formation
- Rö.-Fm = Rögling-Formation
- U.-Fm = Usseltal-Formation
- Mö.-Fm = Mörnshein-Formation
- N.-Fm = Neuburg-Formation
- R.-Fm = Rennertshofen-Formation

Die Wedelsandstein-Formation ist eine lithostratigraphische Formation des Süddeutschen Jura. Sie wird von Osten nach Westen von der Eisensandstein-, Eichberg- oder Murchisonaeoolith-Formation unter- und von der Ostreenkalk-Formation überlagert. Sie erreicht eine Mächtigkeit zwischen 25 und 40 m und wird in das Unterbajocium datiert.

## Geschichte
Der Begriff Wedelsandstein wurde bereits von F. A. Quenstedt 1843 benutzt und seiner stratigraphischen Einheit Braunjura gamma gleichgesetzt. Eine Typlokalität, wie sie zur Definition einer lithostratigraphischen Einheit verlangt wird, ist bisher noch nicht festgelegt worden.

## Definition
Die Wedelsandstein-Formation ist durch dunkelgraue, bräunliche, z. T. auch gelbliche, sandige Tone und Mergel charakterisiert, in die sich Kalksandsteinbänke und Sandsteinbänke einschalten können. Die Mächtigkeit variiert im Gebiet der Schwäbischen Alb zwischen 25 und 40 m. Die Untergrenze ist durch die Unterkante des sog. Sowerbyi-Oolith definiert. Die Obergrenze bildet die Basis des sog. Giganteus-Tons. Die Schlüsselabkürzung des Landesamtes für Geologie, Rohstoffe und Bergbau Baden-Württemberg für die Wedelsandstein-Formation in geologischen Karten ist bj1.

## Zeitlicher Umfang und Verbreitungsgebiet
Die Sedimente der Wedelsandstein-Formation wurden während des Unterbajocium abgelagert. Die Wedelsandstein-Formation umfasst die Ammonitenzonen des Hyperlioceras discites, des Fissilobiceras ovale, der Witchellia laeviuscula und der Sonninia propinquans (entspricht regional in etwa der Emileia sauzei-Zone). Die Formation ist auf der Schwäbischen Alb und in ihrem Vorland, im Molassebecken, im Kraichgau und im Oberrheingraben verbreitet.

## Untergliederung
Die Wedelsandstein-Formation enthält an der Basis den sog. Sowerbyi-Oolith (ca. 1,5 m),  der seinen Namen von der früheren sowerbyi-Ammonitenzone bekommen hat. Die sowerbyi-Biozone (benannt nach dem Ammoniten Stephanoceras sowerbyi bzw. Sonninia sowerbyi) ist inzwischen durch die international gebräuchliche laeviuscula-Ammonitenzone (benannt nach dem Ammoniten Witchellia laeviuscula) ersetzt worden. Den weitaus größten Anteil nehmen die eigentlichen Wedelsandsteine (= Wedelsandstein-Subformation) ein. Am Top der Folge ist der sogenannte Blaukalk ausgebildet.

## Fossilführung
In der Wedelsandstein-Formation kommen an Makrofossilien hauptsächlich Ammoniten und Muscheln vor. Regional treten auch Riffkorallen auf (z. B. bei Hechingen).